# Aleix Comnè (coemperador)
Aleix Comnè, nascut el febrer del 1106 a Valóvista (actualment Sidirókastro) i mort a l'estiu del 1142, fou el fill gran de l'emperador romà d'Orient Joan II Comnè i la seva dona Irene d'Hongria. Fou coronat coemperador juntament amb el seu pare a l'edat de 16 o 17 anys i morí el 2 d'agost del 1142 a Adalia (Pamfília). Aleix i la seva germana bessona, Maria Comnena, eren germans grans del futur emperador Manuel I Comnè i altres fills de Joan II Comnè.